# Euclides Quandt de Oliveira
Euclides Quandt de Oliveira (* 23. November 1919 in Rio de Janeiro; † 19. Juli 2013) war ein brasilianischer Politiker.
Vom 15. März 1974 bis 15. März 1979 war er Minister für Kommunikation im Kabinett von Präsident Ernesto Geisel.

## Schriften
- Renascem as telecomunicações: Construção e operação do sistema